# Haigh-Nunatak
Der Haigh-Nunatak ist ein niedriger Nunatak im ostantarktischen Mac-Robertson-Land. Er ragt 20 km nordöstlich des Pickering-Nunatak an der Ostflanke der Mündung des Lambertgletschers in das Amery-Schelfeis auf.
Luftaufnahmen entstanden 1957 im Rahmen der Australian National Antarctic Research Expeditions. Sowjetische Geologen untersuchten ihn im Januar 1966. Das Antarctic Names Committee of Australia benannte ihn nach dem Geophysiker John E. Haigh, der die sowjetischen Geologen bei ihren Arbeiten unterstützt hatte.